# Hunfredo IV de Torón
Hunfredo IV de Torón (1166-1192) fue señor de Torón (1179-1183 y 1190-1192), Kerak, y Transjordania (1187-1189) en el Reino de Jerusalén.

## Biografía
Era hijo de Hunfredo III de Torón y Estefanía de Milly, Señora de Transjordania, y nieto de Hunfredo II, condestable de Jerusalén. Fue, por tanto el hijastro de los siguientes maridos que tuvo Estefania: Miles de Plancy y Reinaldo de Châtillon. Se hermana Isabel estaba casada con Rubén III de Armenia. Hunfredo IV se convirtió en Señor de Torón a la muerte de su abuelo Hunfredo II, debido a las heridas recibidas en 1179 en Banias cuando protegía la vida del rey Balduino IV de Jerusalén.
En 1180 se prometió con Isabel de Jerusalén, hija del rey Amalarico I de Jerusalén y medio hermana de Balduino, con lo que Torón pasaba a control real. Este compromiso fue organizado por el rey como pago de su deuda de honor a Hunfredo II, además de para eliminar a Isabel de la esfera política de su padrastro, Balián de Ibelín. Parece que no se la volvió a permitir tener de nuevo contacto con sus padres. El joven Hunfredo e Isabel (con tan solo once años) contrajeron matrimonio en noviembre de 1183 en la fortaleza de Kerak (sede del Señorío de Transjordania), que poco después fue sitiada por Saladino. La madre de Hunfredo convenció a Saladino para que no bombardeara la torre en que los recién casados se acomodaban, aunque continuó con el asedio al resto de la fortaleza; Kerak fue eventualmente salvada por el rey Balduino IV.
Cuando murió Balduino V de Jerusalén en 1186, el padrastro de Hunfredo, Reinaldo, trató de convencerlo para que reclamara el trono a favor de Isabel, a quien su madre, la reina consorte María Comneno, y la facción Ibelín querían coronar tan pronto como fuera posible. Sin embargo, Hunfredo, que por entonces tenía veinte años, decidió apoyar a Guido de Lusignan, marido de Sibila, la medio hermana de Isabel, jurándole lealtad. A regañadientes, Reinaldo y los otros nobles siguieron su ejemplo, al igual que la familia Ibelín, ya que Guido, que había llegado en Outremer después de 1177, había sido privado de la regencia al morir su cuñado Balduino IV debido a su conducta en el sitio de Kerak en 1183.
Guido demostró ser un rey ineficaz, y Saladino conquistó la mayoría del reino en 1187. Hunfredo fue capturado en la Batalla de los Cuernos de Hattin ese mismo año, pero fue puesto en libertad y regresó a Kerak para preparar su defensa. Fue capturado de nuevo en 1189 cuando cayó Kerak, pero fue nuevamente puesto en libertad.
Los nobles de Jerusalén solo habían aceptado a Guido como rey debido a la falta de otro candidato mejor (debido a la disidencia de Hunfredo), y después de la caída de Jerusalén se pusieron en su contra. En 1190 murió Sibila, durante el asedio de Acre en la Tercera Cruzada, y Guido fue privado de su derecho legal al trono. Ahora Isabel fue coronada como reina, pero Hunfredo permaneció fiel a Guido, que aún estaba decidido a ser rey.
Ahora María, madre de Isabel, su padrasto Balián y otros nobles, incluido Reinaldo de Sidón, apoyaron la candidatura de Conrado de Montferrato, tío de Balduino V, cuya llegada en 1187 había salvado la ciudad de Tiro y, de hecho, el reino. Se decidió que Isabel se divorciase de Hunfredo y contrajera matrimonio con Conrado. Isabel se negó debido al afecto que sentía por Hunfredo. A pesar de ello, fue secuestrada y presionada por su madre para que aceptara la nulidad eclesiástica, argumentando que se había casado con Hunfredo siendo menor de edad y coaccionada por su medio hermano Balduino IV. Hunfredo fue retado en duelo por Guido de Senlis, el Carnicero de Francia, debido a la cuestión del matrimonio con Isabel, pero se negó a luchar - quizá porque ella había sido menor de doce años de edad cuando se casaron. Incluso los simpatizantes de Hunfredo, como el autor del Itinerarium Peregrinorum et Gesta Regis Ricardi le consideraban débil y más bien afeminado:

(...) más como una mujer que como un hombre, con suave amaneramiento y pausado discurso, y como la línea del poema dice:
«Aunque la maravillosa naturaleza se pregunta si hacer un niño o una niña,
Usted nació, O belleza, un niño casi niña».
Itinerarium Peregrinorum et Gesta Regis Ricardi

Ubaldo Lanfranchi, Arzobispo de Pisa (que fue Legado Papal), y Felipe de Dreux, Obispo de Beauvais (pariente de Conrado), anularon el matrimonio. El 24 de noviembre de 1190 se casaron Conrado e Isabel, a pesar de que se decía que él era bígamo (su primera mujer murió antes de 1186, pero su segunda esposa todavía estaba viva en Constantinopla). Con el apoyo de los Ibelín y otros nobles, Conrado fue coronado junto a Isabel. Sin embargo, Isabel recompensó a Hunfredo restableciéndole de nuevo Toron, Chastel Neuf y otros territorios que habían estado en poder de su abuelo y de su padre.
Hunfredo se alió con Ricardo I de Inglaterra, primero en la captura de Chipre y, a continuación, contra Saladino. Como Hunfredo tenía fluidez hablando árabe, negoció con Saladino en nombre de Ricardo. En 1192, cuando Conrado fue asesinado por los Hashshashin, Hunfredo, junto a Ricardo y otros nobles, fueron sospechosos de haber participado, aunque es poco probable. Isabel se casó con Enrique II de Champaña.
Probablemente Hunfredo murió poco después de esto, y el Señorío de Toron fue reclamado por su hermana Isabel (casada con Rubén III de Armenia), siendo el título al final heredado por la Familia Montfort, Señores de Torón y Tiro.

## Hunfredo en la ficción
Hunfredo ha aparecido en varias novelas sobre las Cruzadas. En Caballeros de Oscuro Renombre' y Reyes de Intenciones Vanas de Graham Shelby, se le representa como un joven héroe romántico, condenado por su relación con Isabel. En la historia fantástica El Unicornio de Manuel Mujica Lainez, es retratado como un homosexual afeminado, agobiado por la expectativa de vivir más heroicamente que su abuelo.
Aparece brevemente en la película de 2005 El Reino de los Cielos junto a su padrastro Reinaldo de Châtillon en Kerak. Su papel era más amplió, pero históricamente inexacto, en función de un borrador del guion, en el que era descrito como llegado desde Francia en los años 1180 (en realidad, vivió toda su vida en Outremer), y era asesinado por Guido de Lusignan después de jurarle lealtad.